# Богуміл Немечек
Богуміл Немечек (чеськ. Bohumil Němeček; 2 січня 1938 — 3 травня 2010) — чехословацький боксер, олімпійський чемпіон 1960 року, чемпіон Європи. 

## Аматорська кар'єра
Олімпійські ігри 1960
- 1/16 фіналу. Переміг Ркперта Кеніга (Австрія) (3-2)
- 1/8 фіналу. Переміг Берні Малі (Ірландія) (5-0)
- 1/4 фіналу. Переміг П'єро Бранді (Італія) (4-1)
- 1/2 фіналу. Переміг Квінсі Даніельса (США) (5-0)
- Фінал. Переміг Клемент Кворті (Гана) (5-0)

Олімпійські ігри 1964
- 1/16 фіналу. Переміг Малкома Булнера (Домініон Цейлон) 5-0
- 1/8 фіналу. Програв Пертті Пурхонену (Фінляндія) RSC

Олімпійські ігри 1968
- 1/16 фіналу. Програв Івану Кірякову (Болгарія) DSQ